# 杨志烈 (唐朝)
杨志烈（?—765年），唐朝河西节度使。
史书未记载生年。广德二年（764年），杨志烈的凉州（今甘肃武威）被吐蕃军围困了数年，仆固怀恩于灵州呼应吐蕃，凉州孤城无援，杨志烈西投甘州，凉州陷于吐蕃之手。次年，杨志烈被杀。